# Masia Graupera
Can Cornell o Masia Graupera és una masia al terme de Sant Andreu de Llavaneres (Maresme) inclosa a l'Inventari del Patrimoni Arquitectònic de Catalunya. Està situada en un petit puig, al costat del camí vell de Sant Vicenç, des d'on es veu tota la vall que forma la riera de Can Cabot de Munt i tot el centre del poble.

## Arquitectura
La masia presenta una planta rectangular amb dues alçades. A la façana principal hi ha un portal en arc de mig punt; totes les finestres són de pedra amb decoració. Actualment està en part transformada en restaurant. Té una entrada gran i espaiosa. Consta de planta baixa i dos pisos; el segon pis abans eren les golfes, però ara és un habitatge. Aquesta masia havia estat fortificada i quan es va convertir en restaurant- per engrandir l'aparcament- es va enderrocar part del llenç de muralla i el portal de mig punt, tot de pedra picada. La coberta és a dues aigües: aquestes van a parar a la façana principal.

## Història
Masia del segle XVII: la data de construcció la trobem a la llinda de la finestra del damunt del portal de mig punt, 1662. En els llibres de la parròquia es troben els Cornell en el segle xvi, tot i que la casa pairal no es construí fins al segle següent. A mitjans del segle xix, la família Cornell va anar a menys i la casa i les terres van ser subhastades i adjudicades al pagès Josep Graupera i Casals.